# Государственный социализм (советология)
Госуда́рственный социали́зм, нем. Staatssozialismus — классификационная группа теорий перехода к социализму.

## Классификация
- в истории экономических учений и политологии — классификационная группа, в которую относятся теории перехода к социализму, осуществляемого путём частных реформ, активного вмешательства государства в экономику и социальные отношения, огосударствления средств производства и т. п., не предполагая изменения основ реформируемого строя[1]. Одно из названий экономической политики канцлера Бисмарка; название соответствующего течения мысли в рамках немецкой исторической школы в экономике (К. Родбертуса и Ф. Лассаля), а также аналогичных школ учёной мысли России и других стран в последней трети XIX — первой половине XX века[2], предшествующих институционализму.

См. Государственный социализм
- в советологии (прежде всего, в англоязычных источниках; англ. State socialism, State-socialism) — термин, относящийся к практике социалистического строительства в СССР и социалистических странах с 1917 года, к политической экономии социализма, к государственно-политическому устройству социалистических государств и т. п.

В этом значении термин «государственный социализм» встречается в работах некоторых зарубежных советологов, которые в силу ограниченности горизонта своих исследований употребляли это словосочетание, игнорируя значение научной категории, уже устоявшееся на протяжении более века в истории экономической мысли и политологии, и имеющее широкую практику употребления в соответствующей литературе.
Соответствующие материалы см.: Социализм, Социалистические страны, СССР
«Государственный социализм» в исходном, научно-историческом понимании термина не имеет существенных пересечений с «государственным социализмом» как синонимом практики социалистического строительства. Напротив, налицо качественное различие по принципиально важным критериям:
1. Антагонизм экономико-теоретических основ. Государственный социализм как течение экономической мысли, примыкающее к учениям немецкой, русской и др. школ историко-экономической мысли — объект непримиримой критики со стороны марксизма[4], идеи которого лежат в основе практики социалистического строительства в СССР и социалистических странах.
2. Коренные различия политической практики. Государственный социализм как экономическая политика (обычно ассоциируется с именем Отто фон Бисмарка[2], но находит продолжение в XX веке во многих странах мира, логически завершаясь «шведской моделью социализма») основан на политическом принципе «классовой гармонии», в то время как социалистическое строительство в СССР и других странах предполагало в качестве одной из предпосылок ликвидацию крупнейших эксплуататорских классов.

Возможные совпадения позитивных или негативных результатов осуществления государственного социализма в обоих вариантах применения термина не носят системного характера, и объясняются не генетическим сродством обеих теоретических и социально-экономических систем, а более глубинными общецивилизационными закономерностями. В некоторых случаях эти совпадения (например, в социальной политике) исторически были обусловлены заимствованием со стороны Запада отдельных достижений социализма в части расширения социальных прав и гарантий (бесплатное здравоохранение и высшее образование, государственное жильё, социальное страхование и обеспечение, гарантии занятости и обеспечения права на труд).